# Philip Zialor
Philip Zialor (6 de septiembre de 1976) es un exfutbolista de Seychelles que jugaba en la posición de delantero. Actualmente es el jugador con más goles con la selección nacional.

## Carrera

### Club
| Periodo   | Club                |
| --------- | ------------------- |
| 2000–2004 | St Michel United FC |
| 2005–2006 | Saint Louis FC      |
| 2007–2009 | St Michel United FC |
| 2009–2011 | Anse Réunion FC     |

### Selección nacional
Jugó para Seychelles de 1998 a 2009 donde anotó 14 goles en 33 partidos, cuatro de ellos ante Mauricio en la Copa COSAFA 2008 en la victoria de Seychelles por 7-0.

## Logros

### Club
- Campeonato seychelense de fútbol: 5

2000, 2002, 2003, 2007, 2008
- Copa de Seychelles: 4

2001, 2007, 2008, 2009
- Copa de la Liga de Seychelles: 3

2004, 2008, 2009
- Copa Presidente de Seychelles: 4

2000, 2001, 2007, 2009

### Individual
Goleador del Campeonato seychelense de fútbol en 2003, 2008 y 2009

## Estadísticas

### Goles con selección
| N.º | Fecha                   | Sede                                                   | Rival        | Gol | Resultado | Torneo                                               |
| --- | ----------------------- | ------------------------------------------------------ | ------------ | --- | --------- | ---------------------------------------------------- |
| 1   | 15 de agosto de 1998    | Stade Linité, Victoria, Seychelles                     | Mauricio     | 4–2 | 4–3       | 1998 Indian Ocean Island Games                       |
| 2   | 8 de abril de 2000      | Stade Linité, Victoria, Seychelles                     | Namibia      | 1–1 | 1–1       | Clasificación para la Copa Mundial de Fútbol de 2002 |
| 3   | 30 de marzo de 2003     | National Sports Stadium, Harare, Zimbabue              | Zimbabue     | 1–2 | 1–3       | 2004 Africa Cup of Nations qualification             |
| 4   | 7 de junio de 2003      | Stade Linité, Victoria, Seychelles                     | Zimbabue     | 1–0 | 2–1       | 2004 Africa Cup of Nations qualification             |
| 5   | 30 de junio de 2006     | People's Stadium, Victoria, Seychelles                 | Tanzania     | 2–1 | 2–1       | Amistoso                                             |
| 6   | 24 de abril de 2007     | Stade Linité, Victoria, Seychelles                     | Reunión      | 2–0 | 2–0       | Amistoso                                             |
| 7   | 14 de agosto de 2007    | Mahamasina Municipal Stadium, Antananarivo, Madagascar | Mayotte      | 1–0 | 2–1       | juegos del Oeano Índico de 2007                      |
| 8   | 14 de junio de 2008     | Stade Linité, Victoria, Seychelles                     | Burkina Faso | 1–1 | 2–3       | Clasificación para la Copa Mundial de Fútbol de 2010 |
| 9   | 19 de julio de 2008     | Witbank Stadium, Witbank, Sudáfrica                    | Mauricio     | 2–0 | 7–0       | 2008 COSAFA Cup                                      |
| 10  | 19 de julio de 2008     | Witbank Stadium, Witbank, Sudáfrica                    | Mauricio     | 3–0 | 7–0       | 2008 COSAFA Cup                                      |
| 11  | 19 de julio de 2008     | Witbank Stadium, Witbank, Sudáfrica                    | Mauricio     | 4–0 | 7–0       | 2008 COSAFA Cup                                      |
| 12  | 19 de julio de 2008     | Witbank Stadium, Witbank, Sudáfrica                    | Mauricio     | 7–0 | 7–0       | 2008 COSAFA Cup                                      |
| 13  | 6 de septiembre de 2008 | Stade Linité, Victoria, Seychelles                     | Burundi      | 1–2 | 1–2       | Clasificación para la Copa Mundial de Fútbol de 2010 |
| 14  | 18 de octubre de 2009   | Barbourfields Stadium, Bulawayo, Zimbabwe              | Suazilandia  | 1–0 | 1–2       | Copa COSAFA 2009                                     |